# Beatrice di Navarra (contessa de la Marche)
Beatrice di Navarra Beatriz in basco, in spagnolo, in asturiano, in aragonese, in portoghese, in galiziano e in tedesco, Beatriu in catalano, Beatrix in fiammingo, Béatrice in francese e Beatrice in inglese (1386 – 1410) principessa di Navarra che fu contessa consorte de la Marche, dal 1406 alla sua morte.
Era la figlia quartogenita del re di Navarra, conte d'Évreux e duca di Nemours, Carlo III di Navarra detto il Nobile, e di Eleonora Enriquez.

## Biografia
Nel dicembre del 1402, dopo la morte dei due fratelli maschi, a Olite, Beatrice fu dichiarata ufficialmente la terza nella linea di successione al trono di Navarra, dopo le sorelle, Giovanna, l'erede, e Bianca, seconda nella linea di successione.
Beatrice rimase comunque fino alla morte la terza nella linea di successione alla corona di Navarra.
Beatrice venne data sposa al conte de la Marche, Giacomo II di Borbone-La Marche (1370-1438), figlio del conte Giovanni I di Borbone-La Marche e di Caterina di Vendôme, contessa di Vendôme e di Castres (figlia di Giovanni VI di Vendôme e di Giovanna di Ponthieu). Il contratto di matrimonio venne siglato 15 agosto 1405.
Il matrimonio venne celebrato a Pamplona il 14 settembre 1406.
Beatrice morì, nel 1410, a seguito del parto della terza figlia, Maria.
Il marito Giacomo, rimasto vedovo, il 15 agosto 1415, sposò, in seconde nozze, la regina di Napoli, Giovanna II, divenendo principe di Taranto.

## Figli
Beatrice diede al marito tre figlie:
- Eleonora (1407-1464), che fu contessa de la Marche e di Castres, e che divenne, duchessa consorte di Nemours sposando Bernardo d'Armagnac, Conte di Pardiac.
- Isabella (1408-1446), suora a Besançon;
- Maria (1410-1445), suora a Amiens.

## Ascendenza
|                        |                         |                                | Genitori                         |  |  | Nonni |  |  | Bisnonni               |  |  | Trisnonni      |  |
|                        |                         |                                |                                  |  |  |       |  |  | Filippo III di Navarra |  |  | Luigi d'Évreux |  |
|                        |                         |                                |                                  |  |  |       |  |  | Filippo III di Navarra |  |  | Luigi d'Évreux |  |
|                        |                         | Margherita d'Artois            |                                  |  |  |       |  |  | Filippo III di Navarra |  |  |                |  |
| Carlo II di Navarra    |                         |                                |                                  |  |  |       |  |  | Filippo III di Navarra |  |  |                |  |
|                        |                         | Giovanna II di Navarra         | Luigi X di Francia               |  |  |       |  |  |                        |  |  |                |  |
|                        |                         | Giovanna II di Navarra         | Luigi X di Francia               |  |  |       |  |  |                        |  |  |                |  |
|                        |                         | Giovanna II di Navarra         | Margherita di Borgogna           |  |  |       |  |  |                        |  |  |                |  |
| Carlo III di Navarra   |                         | Giovanna II di Navarra         |                                  |  |  |       |  |  |                        |  |  |                |  |
|                        |                         | Giovanni II di Francia         | Filippo VI di Francia            |  |  |       |  |  |                        |  |  |                |  |
|                        |                         | Giovanni II di Francia         | Filippo VI di Francia            |  |  |       |  |  |                        |  |  |                |  |
|                        |                         | Giovanni II di Francia         | Giovanna di Borgogna             |  |  |       |  |  |                        |  |  |                |  |
| Giovanna di Valois     |                         | Giovanni II di Francia         |                                  |  |  |       |  |  |                        |  |  |                |  |
|                        |                         | Bona di Lussemburgo            | Giovanni I di Boemia             |  |  |       |  |  |                        |  |  |                |  |
|                        |                         | Bona di Lussemburgo            | Giovanni I di Boemia             |  |  |       |  |  |                        |  |  |                |  |
|                        |                         | Bona di Lussemburgo            | Elisabetta di Boemia             |  |  |       |  |  |                        |  |  |                |  |
| Beatrice di Navarra    |                         | Bona di Lussemburgo            |                                  |  |  |       |  |  |                        |  |  |                |  |
|                        | Alfonso XI di Castiglia | Ferdinando IV di Castiglia     |                                  |  |  |       |  |  |                        |  |  |                |  |
|                        | Alfonso XI di Castiglia | Ferdinando IV di Castiglia     |                                  |  |  |       |  |  |                        |  |  |                |  |
|                        | Alfonso XI di Castiglia | Costanza del Portogallo        |                                  |  |  |       |  |  |                        |  |  |                |  |
| Enrico II di Castiglia | Alfonso XI di Castiglia |                                |                                  |  |  |       |  |  |                        |  |  |                |  |
|                        |                         | Eleonora di Guzmán             | Pedro Núñez di Guzmán            |  |  |       |  |  |                        |  |  |                |  |
|                        |                         | Eleonora di Guzmán             | Pedro Núñez di Guzmán            |  |  |       |  |  |                        |  |  |                |  |
|                        |                         | Eleonora di Guzmán             | Giovanna Fernández Ponce de León |  |  |       |  |  |                        |  |  |                |  |
| Eleonora di Castiglia  |                         | Eleonora di Guzmán             |                                  |  |  |       |  |  |                        |  |  |                |  |
|                        |                         | Giovanni Emanuele di Castiglia | Manuele di Castiglia             |  |  |       |  |  |                        |  |  |                |  |
|                        |                         | Giovanni Emanuele di Castiglia | Manuele di Castiglia             |  |  |       |  |  |                        |  |  |                |  |
|                        |                         | Giovanni Emanuele di Castiglia | Beatrice di Savoia               |  |  |       |  |  |                        |  |  |                |  |
| Giovanna Manuele       |                         | Giovanni Emanuele di Castiglia |                                  |  |  |       |  |  |                        |  |  |                |  |
|                        |                         | Bianca de La Cerda y Lara      | Fernando de la Cerda             |  |  |       |  |  |                        |  |  |                |  |
|                        |                         | Bianca de La Cerda y Lara      | Fernando de la Cerda             |  |  |       |  |  |                        |  |  |                |  |
|                        |                         | Bianca de La Cerda y Lara      | Giovanna Núñez de Lara           |  |  |       |  |  |                        |  |  |                |  |
|                        |                         | Bianca de La Cerda y Lara      |                                  |  |  |       |  |  |                        |  |  |                |  |